# پیرساعت، نواحی
پیرساعت، نواحی (به ترکی آذربایجانی: Pirsaat) یک منطقهٔ مسکونی در جمهوری آذربایجان است که در شهرستان حاجی‌قبول واقع شده‌است.